# Charlie Hodson-Prior
Charlie Hodson-Prior, född den 22 november 2012 i London, är en brittisk skådespelare.
Hodson-Prior har bland annat medverkat i Netflixfilmen Roald Dahl's Matilda The Musical där han spelade Bruce Bogtrotter. I TV-serien En älskvärd man spelade han Rachel Connors son Liam, en av seriens huvudroller.

## Rollista i urval
- 2022 – Roald Dahl's Matilda the Musical
- 2024 – En älskvärd man (TV-serie)